# Округ Вашингтон (Арканзас)
Округ Вашингтон (енгл. Washington County) је округ у америчкој савезној држави Арканзас. По попису из 2010. године број становника је 203.065. Седиште округа је град Fayetteville.

## Демографија
Према попису становништва из 2010. у округу је живело 203.065 становника, што је 45.350 (28,8%) становника више него 2000. године.
| Група             | 2000.           | 2010.           |
| Белци             | 133.368 (84,6%) | 150.546 (74,1%) |
| Афроамериканци    | 3.539 (2,2%)    | 6.006 (3,0%)    |
| Азијати           | 2.421 (1,5%)    | 4.416 (2,2%)    |
| Хиспаноамериканци | 12.932 (8,2%)   | 31.458 (15,5%)  |
| Укупно            | 157.715         | 203.065         |